# Prudhoe Bay
Prudhoe Bay je jedno z nejsevernějších aljašských měst, které leží na pobřeží stejnojmenné zátoky Beaufortova moře. Těží se zde mnoho ropy - začíná zde ropovod do jihoaljašského Valdezu. Těžba ropy v severní Aljašce je předmětem sporů ekologů se zájmy americké vlády. Ropovod narušuje migraci sobů a případné havárie ohrožují jeden z nejrozsáhlejších systémů lesa - severoamerickou tajgu. Kolem samotného Prudhoe Bay ovšem žádná tajga není, rozkládá se zde pouze pustá tundra a průměrné teploty v létě zde sotva vystoupají na 5 °C. Název města je odkazem na osobnost lorda Prudhoe, který inicioval zeměpisné výpravy.

## Prudhoe Bay v literatuře
Těžbu ropy v oblasti Prudhoe Bay podrobně popsala ve své knize A Cold Blooded Business (česky vyšla v roce 2021 pod názvem Černé zlato) aljašská spisovatelka Dana Stabenow, která sama na zdejších ropných polích několik let pracovala.

## Galerie

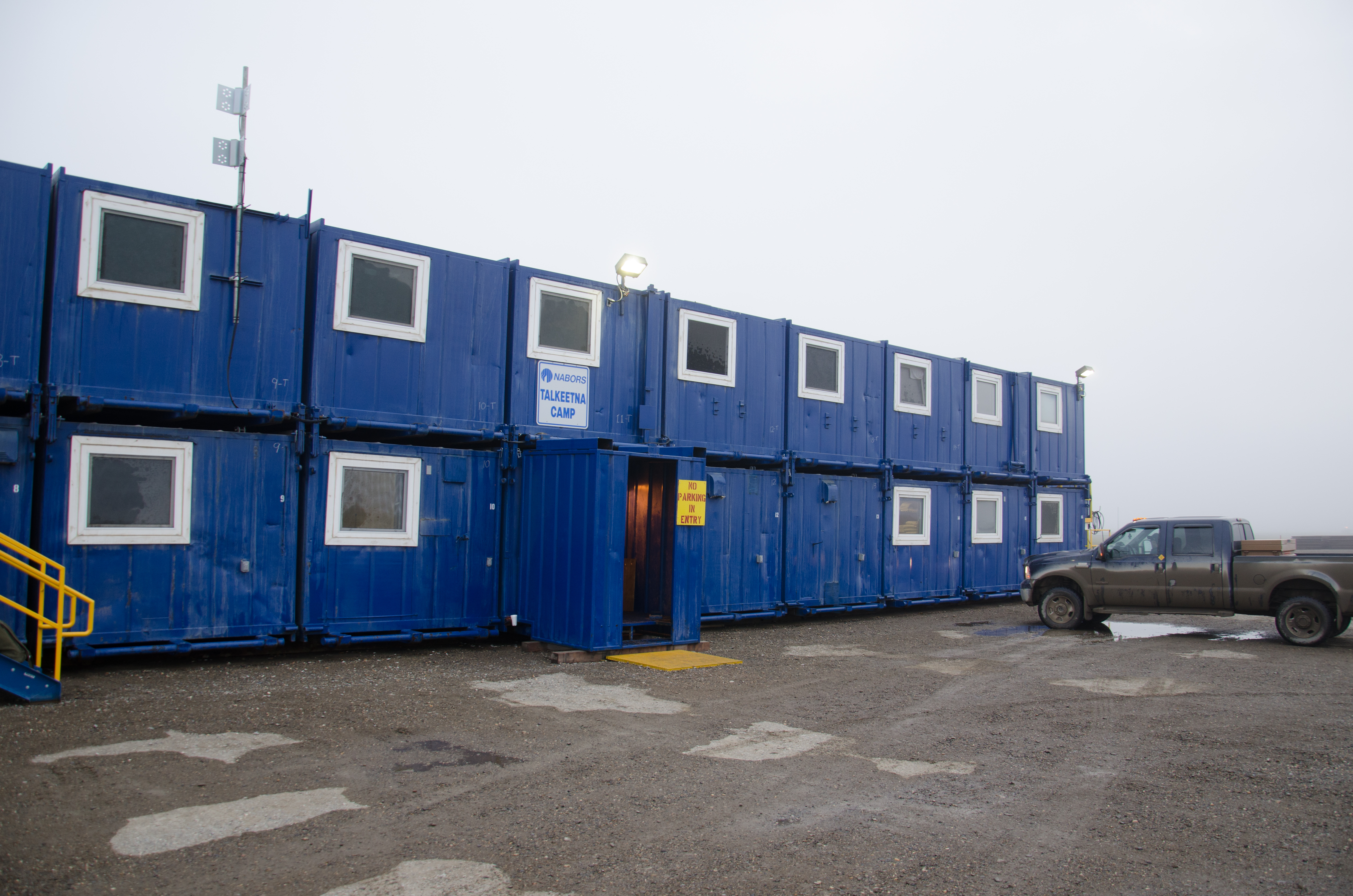
Talkeetna Camp, jedna z dělnických ubytoven
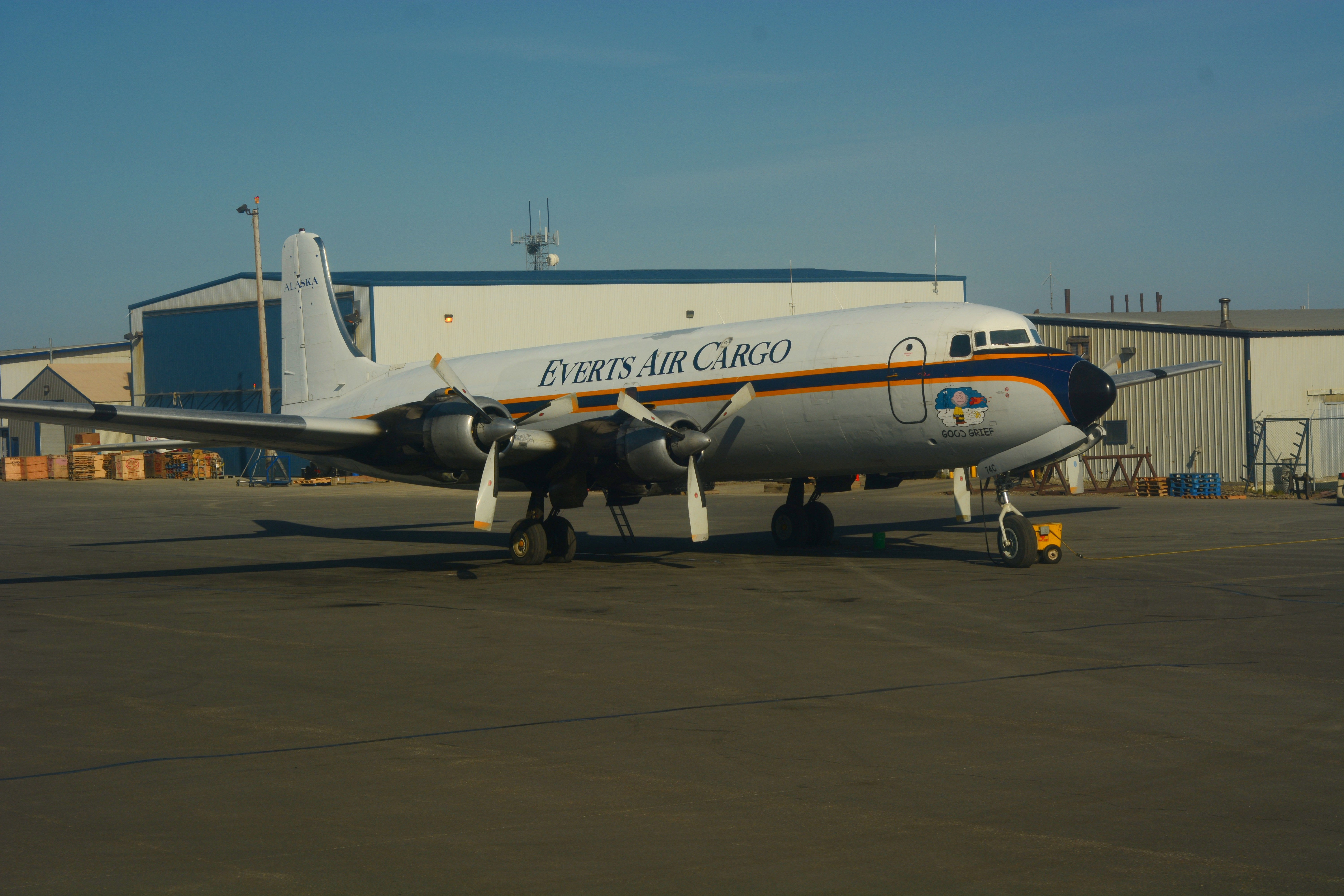
Letiště Prudhoe Bay - Deadhorse
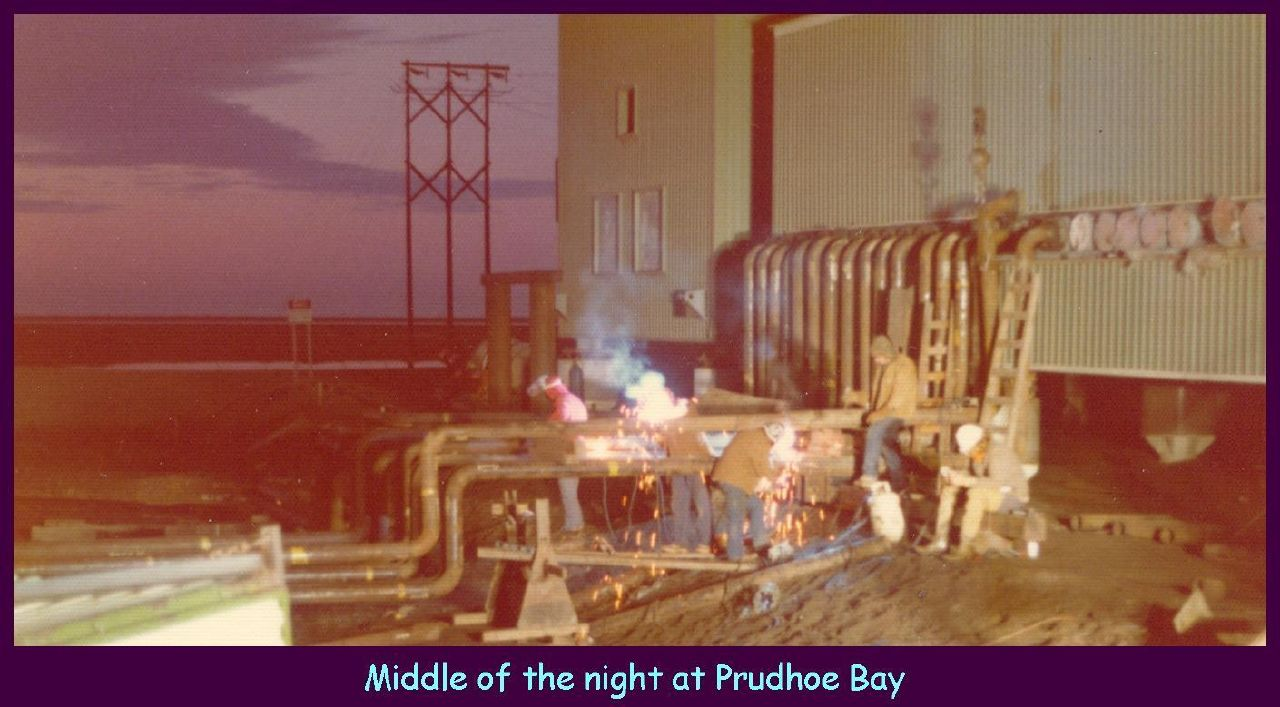
Pracovní směna uprostřed polární noci
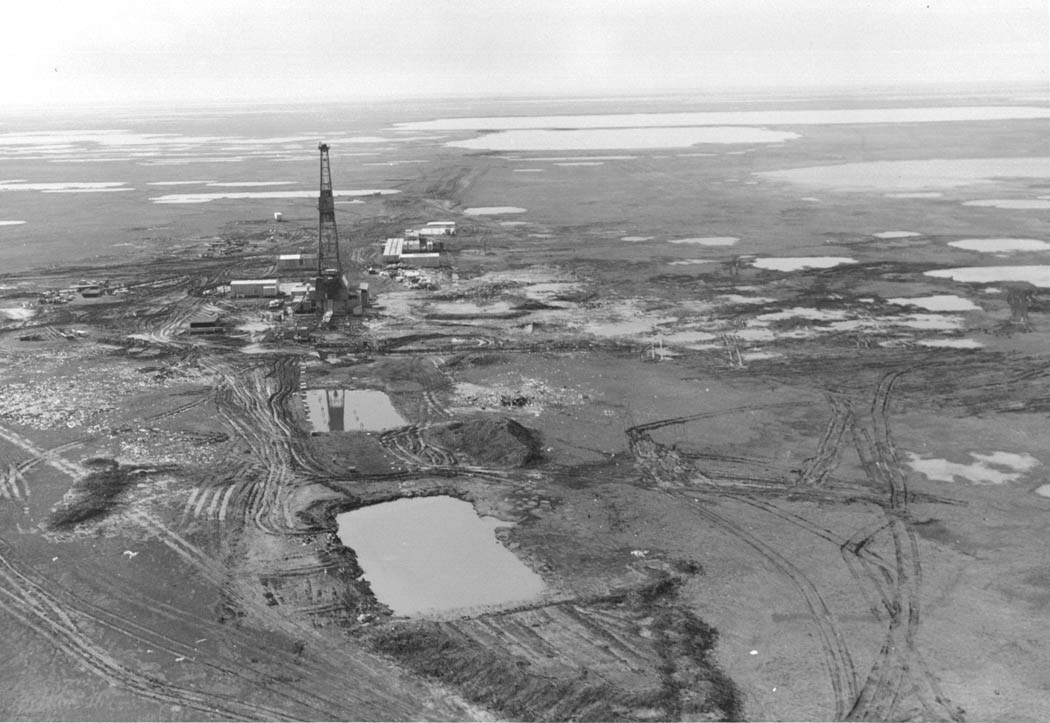
Ropné pole (červenec 1968)
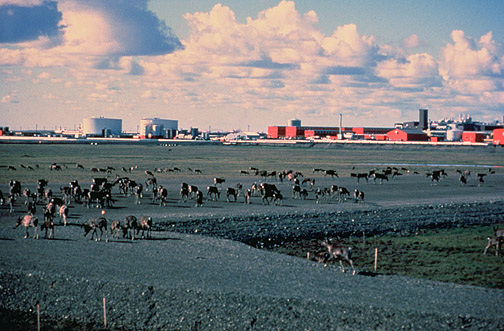
Stáda polárních sobů karibu v Prudhoe Bay
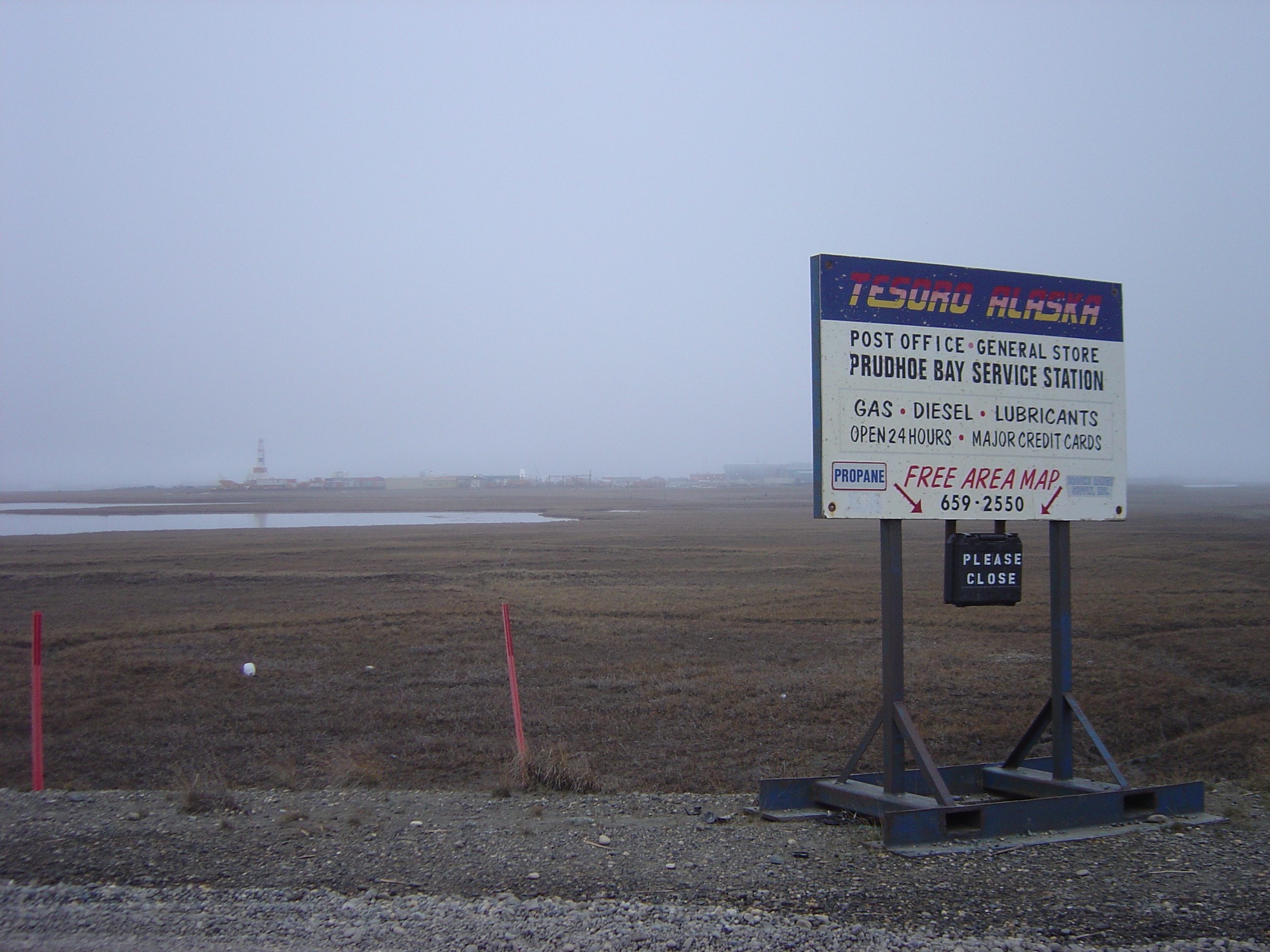
Poutač u štěrkové cesty